# 察普芬多夫
察普芬多夫是德国巴伐利亚州的一个市镇。总面积30.54平方公里，总人口4987人，其中男性2472人，女性2515人（2011年12月31日），人口密度163人/平方公里。